# 2016年リオデジャネイロオリンピックのレスリング競技
2016年リオデジャネイロオリンピックのレスリング競技（2016ねんリオデジャネイロオリンピックのレスリングきょうぎ）は2016年8月14日から21日までの期間、アレーナ・カリオカ2で開催された。世界レスリング連合(UWW)管轄。

## 概要

### 競技形式
男子フリースタイル、男子グレコローマン、女子（フリースタイル）が6種目ずつ実施される。前回大会から、男子フリースタイルと男子グレコローマンが1種目ずつ削減され、女子（フリースタイル）が2種目追加された。
各階級18～21名の選手が、トーナメント方式で優勝を争う。準決勝までの敗者のうち、決勝に進出した選手に敗れた選手は敗者復活戦に出場し、勝ち残った選手2名は銅メダルを獲得する。
今大会では、チャレンジルールを1試合につき1回だけ使用することができ、チャレンジを宣告する際には、ベンチに用意された今大会のマスコットキャラクター・ビニシウスの人形（判別できるようにそれぞれのコーナーの色の服を着せてある。）を審判目がけて投げる。ビデオ判定の末、チャレンジが認められた場合、人形はベンチに返され、失敗するまで使用できるが、チャレンジ失敗の場合、人形は没収されチャレンジは使用できなくなる。

### 出場選手
ラスベガスで開催された2015年の世界選手権や各大陸予選、世界最終予選の上位選手が所属するNOCに出場枠（合計：336名、（男子：12種目×19名、女子：6種目×18名））が与えられた。その他に開催国であるブラジルは男女合わせて4名の出場が保証されていたが、自力で5名分の出場枠を獲得したため、開催国枠は招待枠（4枠から8枠に増加）に振り替えされた。なお、1種目につき1カ国からは1名しか出場できない。
ただし、いくつかの階級でドーピング規定による出場枠の剥奪と復活が発生したため、当初の予定より6名多い350名が出場枠を獲得した。

### トピック

#### オリンピック4連覇への挑戦
女子58kg級に出場した日本の伊調馨（以前の3大会は63kg級に出場）が、オリンピックの全競技を通じて4人目となる個人種目での4連覇を達成した。女子選手では初めての快挙となった。またレスリング競技で4個の金メダルを獲得した初めての選手ともなった。決勝ではロシアのワレリア・コブロワと対戦すると、1-2でリードされるが終了直前に相手のバックを取って3-2となり、逆転勝ちを果たした。
一方、同じくオリンピック4連覇を狙っていた女子53kg級の吉田沙保里（以前の3大会は55kg級に出場）は、決勝で今大会からオリンピック種目外となった55kg級の世界選手権覇者であるアメリカの ヘレン・マルーリスと対戦するが、1ポイントを先取するもその後ポイントを次々に取られて1-4で敗れた。世界大会では17度目の出場にして初めて金メダルを逃した。また、2001年以来続いてきた個人戦での連勝記録も206で止まった。

#### 判定を巡るトラブル
- フリースタイル男子65kg級準々決勝で、プエルトリコのフランクリン・ゴメスがウズベキスタンのイフティヨル・ナフルゾフと対戦すると、5-5で迎えた終盤に4ポイントの投げ技を決めたにもかかわらず、ナフルゾフに2ポイントが与えられた。それに抗議してゴメス側がチャレンジを試みると、一旦は主張が受け入れられたものの、最終的に覆されて5-8で試合に敗れてしまった。その後、UWWは調査のため、この試合で審判を務めたジョージアのテモ・カザラシビリ、ロシアのセルゲイ・ノバコスキー、韓国のチョン・トンクンの3名を資格停止処分に付した[13][14]。

- 同じくフリースタイル男子65kg級の3位決定戦で、モンゴルのマンダフナラン・ガンゾリグがナフルゾフと対戦すると、7-6でリードした終了間際に勝ちを確信したガンゾリグが逃げ回りながら相手を挑発する行為に打って出た。これを見た審判が組み合わずに逃げ回っているガンゾリグにペナルティーを科して8-7となり、ナフルゾフが勝利し銅メダルを獲得することとなった。これに納得いかないモンゴルのコーチであるツェレンバータル・ツォグバヤルとバイヤンバレンチン・バヤラの両名がマットに上がり込むと、服を脱ぎ捨て、そのうち一人はボクサーブリーフ一丁で抗議する騒ぎとなった[15][16]。後日、UWWはコーチ2名を3年間の資格停止処分とし、モンゴル連盟に対して5万スイスフラン（約515万円）の罰金を科した。選手であるガンゾリグに対する処分は課されなかった[17][18]。

## 競技結果

### 男子フリースタイル
| 種目    | 金                                                       | 銀                                          | 銅                                            |
| ------- | -------------------------------------------------------- | ------------------------------------------- | --------------------------------------------- |
| 57kg級  | ヴラディメル・ヒンチェガシヴィリ ジョージア (GEO)        | 樋口黎 日本 (JPN)                           | ハジ・アリエフ アゼルバイジャン (AZE)         |
| 57kg級  | ヴラディメル・ヒンチェガシヴィリ ジョージア (GEO)        | 樋口黎 日本 (JPN)                           | ハサン・ラヒミ イラン (IRI)                   |
| 65kg級  | ソスラン・ラモノフ ロシア (RUS)                          | トグルル・アスガロフ アゼルバイジャン (AZE) | フランク・チャミゾ イタリア (ITA)             |
| 65kg級  | ソスラン・ラモノフ ロシア (RUS)                          | トグルル・アスガロフ アゼルバイジャン (AZE) | イフティヨル・ナブルゾフ ウズベキスタン (UZB) |
| 74kg級  | ハサン・ヤズダニ イラン (IRI)                            | アニワル・ゲドゥエフ ロシア (RUS)           | ジャブライル・ハサノフ アゼルバイジャン (AZE) |
| 74kg級  | ハサン・ヤズダニ イラン (IRI)                            | アニワル・ゲドゥエフ ロシア (RUS)           | ソネル・デミルタシュ トルコ (TUR)             |
| 86kg級  | アブドゥルラシド・サドゥラエフ ロシア (RUS)              | セリム・ヤシャール トルコ (TUR)             | シャリフ・シャリホフ アゼルバイジャン (AZE)   |
| 86kg級  | アブドゥルラシド・サドゥラエフ ロシア (RUS)              | セリム・ヤシャール トルコ (TUR)             | ジェイデン・コックス アメリカ合衆国 (USA)     |
| 97kg級  | カイル・スナイダー (レスリング選手) アメリカ合衆国 (USA) | ヘタグ・ガジュモフ アゼルバイジャン (AZE)   | アルベルト・サリトフ ルーマニア (ROM)         |
| 97kg級  | カイル・スナイダー (レスリング選手) アメリカ合衆国 (USA) | ヘタグ・ガジュモフ アゼルバイジャン (AZE)   | マゴメド・イブラギモフ ウズベキスタン (UZB)   |
| 125kg級 | タハ・アクギュル トルコ (TUR)                            | コメイル・ガセミ イラン (IRI)               | イブラヒム・サイダウ ベラルーシ (BLR)         |
| 125kg級 | タハ・アクギュル トルコ (TUR)                            | コメイル・ガセミ イラン (IRI)               | ゲノ・ペトリアシヴィリ ジョージア (GEO)       |

### 男子グレコローマン
| 種目    | 金                                          | 銀                                        | 銅                                            |
| ------- | ------------------------------------------- | ----------------------------------------- | --------------------------------------------- |
| 59kg級  | イスマエル・ボレロ キューバ (CUB)           | 太田忍 日本 (JPN)                         | エルムラト・タスムラドフ ウズベキスタン (UZB) |
| 59kg級  | イスマエル・ボレロ キューバ (CUB)           | 太田忍 日本 (JPN)                         | スティ・アンドレ・バルゲ ノルウェー (NOR)     |
| 66kg級  | ダヴォル・シュテファネク セルビア (SRB)     | ミグラン・アルテュニャン アルメニア (ARM) | シュマギ・ボルクヴァゼ ジョージア (GEO)       |
| 66kg級  | ダヴォル・シュテファネク セルビア (SRB)     | ミグラン・アルテュニャン アルメニア (ARM) | ラスル・チュナエフ アゼルバイジャン (AZE)     |
| 75kg級  | ロマン・ブラソフ ロシア (RUS)               | マルク・O・マドセン デンマーク (DEN)      | 金賢宇 韓国 (KOR)                             |
| 75kg級  | ロマン・ブラソフ ロシア (RUS)               | マルク・O・マドセン デンマーク (DEN)      | サイード・アブデヴァリ イラン (IRI)           |
| 85kg級  | ダビット・チャクベターゼ ロシア (RUS)       | ザン・ベレニュク ウクライナ (UKR)         | ヤビド・ハムザタウ ベラルーシ (BLR)           |
| 85kg級  | ダビット・チャクベターゼ ロシア (RUS)       | ザン・ベレニュク ウクライナ (UKR)         | デニス・クドラ ドイツ (GER)                   |
| 98kg級  | アルトゥル・アレクサニャン アルメニア (ARM) | ヤスマニ・ルゴ キューバ (CUB)             | ジェンク・イールデム トルコ (TUR)             |
| 98kg級  | アルトゥル・アレクサニャン アルメニア (ARM) | ヤスマニ・ルゴ キューバ (CUB)             | ガセム・レザエイ イラン (IRI)                 |
| 130kg級 | ミハイン・ロペス キューバ (CUB)             | リザ・カヤールプ トルコ (TUR)             | サバヒ・シャリアティ アゼルバイジャン (AZE)   |
| 130kg級 | ミハイン・ロペス キューバ (CUB)             | リザ・カヤールプ トルコ (TUR)             | セルゲイ・セミョノフ ロシア (RUS)             |

### 女子フリースタイル
| 種目   | 金                                      | 銀                                        | 銅                                          |
| ------ | --------------------------------------- | ----------------------------------------- | ------------------------------------------- |
| 48kg級 | 登坂絵莉 日本 (JPN)                     | マリヤ・スタドニク アゼルバイジャン (AZE) | 孫亜楠 中国 (CHN)                           |
| 48kg級 | 登坂絵莉 日本 (JPN)                     | マリヤ・スタドニク アゼルバイジャン (AZE) | エリツァ・ヤンコワ ブルガリア (BUL)         |
| 53kg級 | ヘレン・マルーリス アメリカ合衆国 (USA) | 吉田沙保里 日本 (JPN)                     | ソフィア・マットソン スウェーデン (SWE)     |
| 53kg級 | ヘレン・マルーリス アメリカ合衆国 (USA) | 吉田沙保里 日本 (JPN)                     | ナタリヤ・シニシン アゼルバイジャン (AZE)   |
| 58kg級 | 伊調馨 日本 (JPN)                       | ワレリア・コブロワ ロシア (RUS)           | マルワ・アムリ チュニジア (TUN)             |
| 58kg級 | 伊調馨 日本 (JPN)                       | ワレリア・コブロワ ロシア (RUS)           | サクシ・マリク インド (IND)                 |
| 63kg級 | 川井梨紗子 日本 (JPN)                   | マリア・ママシュク ベラルーシ (BLR)       | エカテリーナ・ラリオノワ カザフスタン (KAZ) |
| 63kg級 | 川井梨紗子 日本 (JPN)                   | マリア・ママシュク ベラルーシ (BLR)       | モニカ・ミハリク ポーランド (POL)           |
| 69kg級 | 土性沙羅 日本 (JPN)                     | ナタリア・ボロベワ ロシア (RUS)           | エルミラ・シズディコワ カザフスタン (KAZ)   |
| 69kg級 | 土性沙羅 日本 (JPN)                     | ナタリア・ボロベワ ロシア (RUS)           | ジェニ・フランソン スウェーデン (SWE)       |
| 75kg級 | エリカ・ウィーブ カナダ (CAN)           | グーゼル・マニウロワ カザフスタン (KAZ)   | 張鳳柳 中国 (CHN)                           |
| 75kg級 | エリカ・ウィーブ カナダ (CAN)           | グーゼル・マニウロワ カザフスタン (KAZ)   | エカテリーナ・ブキナ ロシア (RUS)           |

## 国・地域別のメダル獲得数
| 順   | 国・地域               | 金 | 銀 | 銅 | 計 |
| ---- | ---------------------- | -- | -- | -- | -- |
| 1    | ロシア (RUS)           | 4  | 3  | 2  | 9  |
| 2    | 日本 (JPN)             | 4  | 3  | 0  | 7  |
| 3    | キューバ (CUB)         | 2  | 1  | 0  | 3  |
| 4    | アメリカ合衆国 (USA)   | 2  | 0  | 1  | 3  |
| 5    | トルコ (TUR)           | 1  | 2  | 2  | 5  |
| 6    | イラン (IRI)           | 1  | 1  | 3  | 5  |
| 7    | アルメニア (ARM)       | 1  | 1  | 0  | 2  |
| 8    | ジョージア (GEO)       | 1  | 0  | 2  | 3  |
| 9    | カナダ (CAN)           | 1  | 0  | 0  | 1  |
| 9    | セルビア (SRB)         | 1  | 0  | 0  | 1  |
| 11   | アゼルバイジャン (AZE) | 0  | 3  | 6  | 9  |
| 12   | ベラルーシ (BLR)       | 0  | 1  | 2  | 3  |
| 12   | カザフスタン (KAZ)     | 0  | 1  | 2  | 3  |
| 14   | デンマーク (DEN)       | 0  | 1  | 0  | 1  |
| 14   | ウクライナ (UKR)       | 0  | 1  | 0  | 1  |
| 16   | ウズベキスタン (UZB)   | 0  | 0  | 3  | 3  |
| 17   | 中国 (CHN)             | 0  | 0  | 2  | 2  |
| 17   | スウェーデン (SWE)     | 0  | 0  | 2  | 2  |
| 19   | ブルガリア (BUL)       | 0  | 0  | 1  | 1  |
| 19   | ドイツ (GER)           | 0  | 0  | 1  | 1  |
| 19   | インド (IND)           | 0  | 0  | 1  | 1  |
| 19   | イタリア (ITA)         | 0  | 0  | 1  | 1  |
| 19   | 韓国 (KOR)             | 0  | 0  | 1  | 1  |
| 19   | ノルウェー (NOR)       | 0  | 0  | 1  | 1  |
| 19   | ポーランド (POL)       | 0  | 0  | 1  | 1  |
| 19   | ルーマニア (ROM)       | 0  | 0  | 1  | 1  |
| 19   | チュニジア (TUN)       | 0  | 0  | 1  | 1  |
| 合計 | 合計                   | 18 | 18 | 36 | 72 |